# Deutsche Versicherungs-Zeitung
Die Deutsche Versicherungs-Zeitung. Organ für das gesammte Versicherungswesen war eine traditionsreiche deutsche Fachzeitschrift für das Versicherungswesen.
Sie wurde 1859 in Frankfurt am Main von dem volkswirtschaftlichen Schriftsteller Theodor Saski gegründet und erschien erstmals 1860 im Folioformat. 1862 wurde sie von A. F. Elsner in Berlin übernommen und wesentlich erweitert, und fand weite Verbreitung.
Sie erschien zweimal wöchentlich, beschäftigte sich mit der Gesetzgebung, juristischen Fragen und der Statistik des Versicherungswesens, informierte aber auch über ausländisches Versicherungswesen. Die Zeitschrift wurde später von Elsners Erben fortgeführt.
1943 wurden die Zeitschriften Deutsche Versicherungs-Presse, Deutscher Versicherungs-Dienst und Neumanns Zeitschrift für Versicherungswesen mit der Deutschen Versicherungs-Zeitung zu einer Gemeinschaftsausgabe mit dem Titel Deutsche Versicherung zusammengelegt, die allerdings nur bis zum September 1944 erschien.